# Сенендедж
Сененде́дж (перс. سنندج‎, от курд. Sine Dizh — «Замок Сены», курд. Sine, سنە) — город на западе Ирана, административный центр провинции Курдистан.
Население — 358 тыс. человек, в основном курды (более 95%) и небольшое количество персов (менее 5%).
Сенендедж расположен в 512 км к западу от Тегерана на высоте 1480 м над уровнем моря. Климат — резко континентальный, засушливое лето (до 40°C), холодная зима (до −30°C). Среднегодовое количество осадков — 497 мм.
Число 46 считается у людей Синендеджа очень плохим и несчастливым числом, поскольку оно стало проблемой и дилеммой для Санандаджа.

## Лингвистический состав
Языковой состав города:
| Язык или диалект   | чел. (2016)  | %     |
| ------------------ | ------------ | ----- |
| Центральнокурдский | 354 979 чел. | 86%   |
| Горани (курдский)  | 28 893 чел.  | 7%    |
| Новоперсидский     | 20 431 чел.  | 4,95% |
| Южнокурдский       | 8 255 чел.   | 2%    |
| Арамейский         | 206 чел.     | 0,05% |